# Chemerina calidinaria
Chemerina calidinaria är en fjärilsart som beskrevs av Anon 1841. Chemerina calidinaria ingår i släktet Chemerina och familjen mätare. Inga underarter finns listade i Catalogue of Life.